# Пейнаккер-Нотдорп
Пейнаккер-Нотдорп (нидерл. Pijnacker-Nootdorp) — община в провинции Южная Голландия (Нидерланды). Входит в агломерацию Рандстад.

## Состав общины
В общину Остфлакке входят населённые пункты Делфгау, Нотдорп, Пейнаккер, Голанд, Кайтвекерлан, Наукоп, Ауде-Леде, Виланд.

## История
Община была образована в 2002 году путём объединения общин Пейнаккер и Нотдорп.